# WesBanco Arena
Die WesBanco Arena ist eine Mehrzweckhalle in der US-amerikanischen Stadt Wheeling im Bundesstaat West Virginia.

## Geschichte
Die Veranstaltungsstätte mit Baukosten von sieben Mio. US-Dollar liegt am Ufer des Ohio River und wurde 1977 unter dem Namen Wheeling Civic Center eröffnet. Seit 2003 trägt die Halle den Namen der in Wheeling beheimateten WesBanco Bank, Inc. Im August 2013 wurde der Sponsoringvertrag um zehn Jahre verlängert. Die Bank zahlt für die Vereinbarung 2,5 Mio. US-Dollar. Mit der Verlängerung wolle man eine anstehende Renovierung der über 30 Jahre alten Arena unterstützen.
Seit 1992 ist die Eishockeymannschaft der Wheeling Nailers (ECHL, bis 1996: Wheeling Thunderbirds) der sportliche Hauptnutzer der WesBanco Arena. Die Nailers sind ein Farmteam der Pittsburgh Penguins aus der National Hockey League (NHL) sowie der Wilkes-Barre/Scranton Penguins aus der American Hockey League (AHL). In den ECHL-Spielzeiten 1992/93 und 2015/16 fanden Play-off-Finalspiele der Thunderbirds bzw. Nailers um den Riley Cup bzw. Kelly Cup in der Halle statt. Neben dem Eishockey wurde und wird die WesBanco Arena von Arena-Footballmannschaften genutzt. Kurzzeitig trug auch die College-Basketballmannschaft der West Virginia Mountaineers von der West Virginia University (WVU) ihre Partien in der Sportarena aus. Die Eisfläche hat die Maße 56,38 m × 25,91 m (185 ft × 85 ft), die von Oktober bis April in der Arena installiert ist. Für andere Veranstaltungen bieten sich von Mai bis September die maximalen Maße von 58,22 m × 37,78 m (191 ft × 124 ft). Die Arena bietet auch mehrere Konferenzräume. Der Hauptraum „The Club“ ist 30,5 m × 15 m (100 ft × 50 ft) groß und ist mit Teppich sowie Bar und Küche ausgestattet und bietet 320 Plätze. Der zweite Raum „West Meeting Room“ lässt sich in vier kleinere Konferenzräume aufteilen. Hier finden 180 Menschen Platz.
Von Mai 2015 bis zum Juni 2016 wurde die WesBanco Arena für 6,3 Mio. US-Dollar renoviert. Dabei wurde u. a. eine neue Lobby errichtet, Dachreparaturen durchgeführt, neue Sitze auf den Rängen montiert und eine neue elektronische Anzeigetafel unter der Hallendecke aufgehängt. Durch die Modernisierungsarbeiten sollen dort stattfindende Veranstaltungen gehalten und neue angezogen werden. Am 18. Juni 2016 konnten sich die Besucher im Rahmen eines Open House die umgebaute Arena besichtigen.
Ab 2019 wird die Arena-Footballmannschaft der West Virginia Roughriders aus der neuen Liga Professional Arena Football (PAF) seine Heimspiele in der Mehrzweckhalle austragen. Das Team war zuvor zwei Spielzeiten in der Hauptstadt Richmond als Richmond Roughriders (APF/AAL) ansässig.